# WildFly
WildFly (abans JBoss) és un servidor d'aplicacions de codi obert basat en Java EE. Com que és una aplicació basada en  Java, pot ser executat sobre qualsevol plataforma que suporti Java. En novembre de 2014 JBoss Application Server es va reanomenar WildFly, però JBoss Community i altres productes de Red Hat JBoss no van canviar de nom.

## Entorn
JBoss AS 4.0 és un servidor d'aplicacions J2EE 1.4, amb un Tomcat 5.5 incorporat. Suporta qualsevol JVM entre 1.4 i 1.5. JBoss pot ser executat sobre nombrosos sistemes operatius, incloent-hi el Microsoft Windows, moltes plataformes POSIX i d'altres que disposin de JVM implementada.

## Funcionalitats del producte
- Clustering
- Recuperació davant fallades
- Balanceig de càrrega
- Caching distribuït
- Implantació (programari) distribuïda
- Enterprise JavaBean versió 3